# Andy Soucek

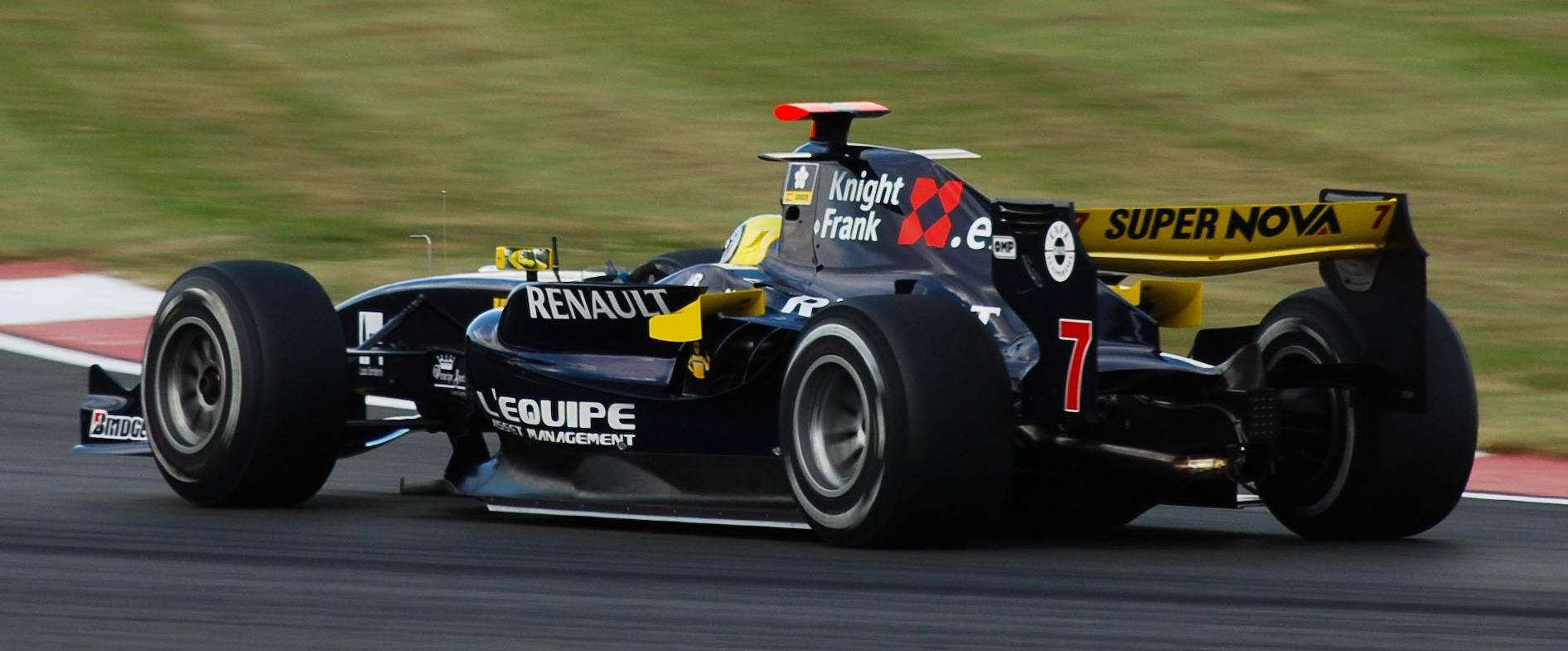
Soucek op Silverstone in zijn GP2-wagen in 2008.

Andy Christian Soucek (Madrid, 14 juni 1985) is een autocoureur. Hij heeft zowel de Spaanse als Oostenrijkse nationaliteit. Als autocoureur staat hij ingeschreven onder de Spaanse nationaliteit. Hij won het Formule 2 kampioenschap van 2009.

## Carrière
Soucek startte zijn carrière in de autosport in 1997 in het karting. In 2001 nam hij deel aan het Portugese Formule Ford-kampioenschap. In 2002 reed hij voor het eerst in het Spaanse Formule 3 kampioenschap, dat hij in 2005 won. In 2006 reed hij de Formule Renault 3.5 Series. Hij won een race op Istanbul Park en eindigde op de vierde plaats in dat kampioenschap. In 2007 tekende hij bij het Fisichella Motor Sport International-team en reed een seizoen in de GP2-series en finishte op de zestiende plaats in de eindstand. In 2008 reed hij voor Fisichella één race in de Aziatische GP2-series, waarna hij vervangen werd door een andere rijder. Dan reed hij twee races voor Super Nova Racing, waarna hij terugkeerde naar David Price Racing, om deze keer te rijden in de GP2. Hij eindigde op een veertiende plaats in het kampioenschap. Hij reed datzelfde jaar voor Atlético Madrid in de Superleague Formula, maar eindigde in dat kampioenschap op de achttiende en laatste plaats.
In 2009 maakte hij de overstap naar het hernieuwde Formule 2 kampioenschap. Hij won zeven races en won de titel. Daardoor kreeg hij een FIA superlicentie en mocht gaan testen met een Williams F1-wagen. Hij was in het Formule 1 seizoen 2010 testcoureur bij het Virgin Racing team tot hij in juli 2010 ontslagen werd.

## Resultaten in de Formule 2
| Jaar | 1       | 2     | 3      | 4     | 5     | 6     | 7     | 8     | 9     | 10    | 11    | 12    | 13    | 14    | 15    | 16    | Rang | Punten |
| ---- | ------- | ----- | ------ | ----- | ----- | ----- | ----- | ----- | ----- | ----- | ----- | ----- | ----- | ----- | ----- | ----- | ---- | ------ |
| 2009 | VAL Ret | VAL 4 | BRN 17 | BRN 1 | SPA 4 | SPA 2 | BRH 2 | BRH 1 | DON 1 | DON 4 | OSC 1 | OSC 2 | IMO 3 | IMO 1 | CAT 1 | CAT 1 | 1e   | 115    |